# آتشفشان تلیکا
آتشفشان تلیکا (به اسپانیایی: Telica) آتشفشانی چینه‌ای به ارتفاع ۱۰۶۱ متر واقع در نیکاراگوئه در آمریکای مرکزی است. این آتشفشان یکی از فعالترین آتشفشان‌های این کشور است و از زمان ورود اسپانیایی‌ها به منطقه تاکنون به طور مرتب در حال فوران بوده است.

## مشخصات
مجموعهٔ آتشفشانی تلیکا از چندین مخروط و دودکش بههمپیوسته که عمدتاً در ترازی شمال غربی قرار گرفته‌اندتشکیل شده است. دامنه‌های مخروط آتشفشان را خاکسترهای ناشی از فوران‌های تلیکا در طول تاریخ پوشانده‌اند که نتیجهٔ آن عدم رویش گیاهان و نبود پوشش گیاهی در این قسمت است. دهانهٔ آتشفشانی‌ای دوتایی به قطر ۷۰۰ متر در مخروط شیبدار تلیکا پدید آمده است که دهانهٔ جنوبی آن ۱۲۰ متر ژرفا داشته و منشأ فوران‌های معاصر است.
دودخان‌ها و حوضچه‌های گِل جوشان هرویدروس دِ سن خاسینتو واقع در جنوب شرقی تلیکا، منطقهٔ زمین‌گرمایی‌ای دائمی را پدید آورده‌اند که مورد توجه توریست‌ها قرار دارد و اکتشافات زمین‌گرمایی نیز در نزدیکی آن انجام شده‌است.

## تاریخچه فعالیت‌های آتشفشانی
تلیکا آتشفشانی فعال است که از زمان ورود اسپانیایی‌ها تا کنون در حال فوران بوده است. شدیدترین فوران این آتشفشان در سال ۱۵۲۹ روی داده که عدد آن بنا بر نمایه شدت فوران آتشفشان برابر با ۴ بوده است.
همچنین بنا بر گزارشی در سدهٔ شانزدهم آتشفشان سانتا کلارا واقع در جنوب غربی تلیکا فوران نمود اما از آنجا که دامنه‌های بالادست این آتشفشان همواره پوشیده ازجنگل بوده و با توجه به عاری بودن دامنه‌های مخروط آتشفشان تلیکا از پوشش گیاهی احتمالاً این فوران‌ها مربوط به تلیکا بوده است و نه سانتا کلارا.
تلیکا آخرین بار در سال ۲۰۱۱ فوران کرده است.